# Благовещенский собор (Павлодар)
Благовещенский собор города Павлодара (каз. Благовещение кафедралы соборы) — кафедральный собор Русской православной церкви в городе Павлодаре. Был открыт 23 октября 1999 года.

## Описание
Арки и своды храма построены из красного кирпича. На храме — семь куполов, символизирующие семь таинств и семь вселенских соборов. Ещё три купола — символ Святой Троицы расположены на звоннице. Куполы собора обшиты металлом золотистого цвета, покрытым нитридом титана. Кровля храма была изготовлена в городе Новосибирске по специальной технологии из оцинкованного железа, покрытого полимерной плёнкой. Главный крест над собором возвышается на 51 метр от земли. Всего в храме 9 колоколов (по числу ангельских чинов). Самый большой колокол весит 1024 кг, самый маленький — 4 кг.
Собор окружён парком, который был заложен в честь третьего тысячелетия. В парке также находится часовня во имя Святого Николая, в которой находится икона Святого Николая с частицей его мощей.

## История
В 1990 году Архиепископом Алма-Атинским и Казахстанским Алексием (Кутеповым) было благословлено строительство Благовещенского собора в Павлодаре. 17 мая 1990 года Павлодарский городской Совет народных депутатов принял решение о выделении Православной Церкви участка площадью 1,1 га в микрорайоне № 2. В 1993 году было начато строительство — в основание собора были уложены монолитные плиты.
После этого строительство было приостановлено на четыре года. Только в 1998 году при активном участии акима Павлодарской области Жакиянова Г. Б. и акима города Чмых Н. И. темпы строительства ускорились. Первоначально сдача объекта была намечена к 2000-летию Рождества Христова, затем был предложен новый срок — ко Дню Республики, к 25 октября 1999 года.
7 июня 1998 года в праздник Святой Троицы настоятель Христо-Рождественского храма игумен Иосиф (Ерёменко Иосиф Борисович) совершил водосвятный молебен у строящегося собора.
19 октября 1999 года из Москвы в Павлодар на автомашинах были привезены колокола (отлиты на АМО ЗИЛ), паникадило и церковная утварь (изготовлены на Художественно-производственном предприятии Русской православной церкви «Софрино»), в тот же день было произведено их освящение. 19 октября 1999 года был произведён подъём колоколов.
22 октября 1999 года Архиепископом Астанайским и Алматинским Алексием (Кутеповым) был совершён чин великого освящения нового Благовещенского собора. На следующий день произошла торжественная церемония открытия собора, в которой приняли участие Архиепископ Астанайский и Алматинский Алексий, аким Павлодарской области Г. Б. Жакиянов и аким города Павлодара Н. И. Чмых. Таким образом Благовещенский собор стал вторым храмом в Павлодаре. До этого времени единственным храмом города и области оставался Христо-Рождественский храм.
2 августа 2000 года собор посетил президент Казахстана Нурсултан Назарбаев и передал в дар собору икону Христа Спасителя.